# ラグーナ・デ・ドゥエロ
ラグーナ・デ・ドゥエロ（Laguna de Duero）は、スペイン・カスティーリャ・イ・レオン州バリャドリッド県のムニシピオ（基礎自治体）。バリャドリッドとは7kmほど離れている。現在は高度に工業都市化されている。

## 歴史
かつてはマツ林に囲まれ、ドゥエロ川の氾濫原であった。19世紀にはこの地方の中心都市であるバリャドリッドへ水を供給するため、この地から水路が引かれた。1879年に完成した水路は今も美しい環境を保っている。かつて点在した水源や泉は失われたか、時代にそぐわなくなっている。
ラグーナという名称はかつてこの地にあった大きな塩水の潟に由来する。今日ではこの潟は非常に小さくなっている。

## 政治
| 任期      | 首長名                    | 政党         |
| --------- | ------------------------- | ------------ |
| 1979–1983 | Francisco Delgado Marqués | PSOE         |
| 1983–1987 | Pilar Ferrero torres      | PSOE         |
| 1987–1991 | Jesús Viejo Castro        | PSOE         |
| 1991–1995 | Jesús Viejo Castro        | 無所属者連合 |
| 1995–1999 | Jesús Viejo Castro        | 無所属者連合 |
| 1999–2003 | Jesús Viejo Castro        | 無所属者連合 |
| 2003–2007 | Jesús Viejo Castro        | 無所属者連合 |
| 2007–2011 | Jesús Viejo castro        | 無所属者連合 |
| 2011–2015 | Luis Mariano Minguela     | PP           |
| 2015–2019 | Román Rodríguez de Castro | 無所属者連合 |
| 2019–2023 | n/d                       | n/d          |
| 2023–     | n/d                       | n/d          |

## 人口
| ラグーナ・デ・ドゥエロの人口推移 1842－2011             |
|                                                         |
| 出典:INE（スペイン国立統計局）1900年 - 1991年、1996年 - |